# ندای وظیفه: بلک اپس
ندای وظیفه: عملیات سیاه (به انگلیسی: Call of Duty: Black Ops) یک بازی ویدئویی در سبک تیراندازی اول شخص از مجموعه بازی‌های ندای وظیفه است که توسط استودیو آمریکایی تری‌آرک ساخته شده و به‌وسیلهٔٔ کمپانی اکتیویژن در ۹ نوامبر ۲۰۱۰ برای پلی‌استیشن ۳، اکس‌باکس ۳۶۰، مایکروسافت ویندوز، وی، با نسخه‌ای جداگانه که توسط اِن-اسپیس برای کنسول بازی دستی نینتندو دی‌اس منتشر شد.

## روند بازی
بلک اپس یک بازی تیراندازی اول شخص که مکانیزم روند بازی نسخه‌های پیشین این سری را حفظ کرده‌است. نسخهٔ رایانه‌های شخصی بلک اپس از سرورهای اختصاصی بخش چندنفرهٔ آنلاین پشتیبانی می‌کند.

## داستان
داستان بازی در دوران جنگ سرد می‌گذرد و به شکل گذشته‌نما از زاویهٔ دید مأمور سازمان سیا و گروه مطالعات و مشاهدات در ویتنام، الکس میسون روایت می‌شود. هنگامی که داستان آغاز می‌شود، میسون در اتاقی مملو از مانیتور به یک صندلی بسته شده و با پرسش‌های دو بازجوی ناشناس دربارهٔ یک ایستگاه رادیویی و دراگویچ و یک سری اعداد بمباران می‌شود. پاسخ‌های میسون به پرسش‌های این بازجویان، مراحل مختلف بازی را شامل می‌شود.
داستان در ابتدا به ۱۷ آوریل ۱۹۶۱ بازمی‌گردد. میسون به همراه همرزمانش، فرانک وودز و جوزف بوومن، در خلال حمله به خلیج خوک‌ها مأمور می‌شوند تا فیدل کاسترو، رهبر کمونیست کوبا را ترور کنند و نظام کمونیستی آن کشور را براندازند. میسون می‌تواند کاسترو را ترور کند، اما متعاقب آن شورشیان کوبایی در برابر نیروهای مسلح کاسترو شکست می‌خورند؛ بنابراین میسون سعی می‌کند با یک ضدهوایی از هواپیمای همرزمانش محافظت کند تا بتوانند بگریزند. پس از آن میسون به اسارات درآمده و کاستروی حقیقی به او می‌گوید که او تنها توانسته یک بدل را به قتل برساند و حال تصمیم دارد او را به عنوان یک هدیه به نیکیتا دراگویچ بسپارد. پس از این است که میسون دو سال در گولاگ ورکوتا، یک اردوگاه کار اجباری در روسیه زندانی می‌شود.
در ادامهٔ بازجویی‌ها، میسون توضیح می‌دهد که چگونه با رزنف، یک سرباز قدیمی ارتش سرخ که در ندای وظیفه: جهان در جنگ نیز حضور داشته دوست می‌شود. رزنف به میسون کمک می‌کند تا جرقهٔ یک شورش را در ورکتا راه بیندازند تا راه فراری برای میسون ایجاد شود.
یک ماه پس از تاریخ فرار، میسون به همراه افسر مراقبش، جیسون هادسون به پنتاگون رفته و شخصاً اعتبارنامه‌ای از جان اف‌کندی دریافت می‌کند که مجوزی برای کشتن دراگویچ است. میسون لحظه‌ای در خیالاتش می‌بیند که تفنگی را به سمت کندی نشانه رفته‌است. پس از آن میسون همراه وودز و بوومن، همرزمان قدیمی‌اش به پایگاه فضایی بایکونور در جمهوری شوروی سوسیالیستی قزاقستان فرستاده می‌شوند تا برنامه فضایی شوروی را مختل کنند. آن‌ها ابتدا اپراتور پایگاه را که زندانی شده نجات می‌دهند و سپس وقتی می‌بینند نمی‌توانند جلوی پرتاب موشک را بگیرند، آن را در آسمانی منهدم می‌کنند. با این حال، دراگویچ که آنجا حضور دارد، می‌تواند زنده بگریزد و میسون مجبور می‌شود پنج سال آینده را در جستجوی او باشد.
در سال ۱۹۶۸، گروه مطالعات و مشاهدات ویتنام، از جمله میسون، در ویتنام مستقر می‌شوند تا دربارهٔ نقش شوروی در آنجا تحقیق کنند. میسون پس از آنکه به ارتش کمک می‌کند تا در نبرد سنگین که‌سان پیروز شوند و سپس به هوئه می‌رود تا حین حمله عید تت اطلاعاتی دربارهٔ دراگویچ از یک جاسوس روسی به دست بیاورد. گروه می‌تواند پروندهٔ اطلاعات را به دست بیاورد و میسون متوجه می‌شود که جاسوس ناشناس همان رزنف است. اطلاعات درون پرونده نشان می‌دهد که دو نفر، به نام‌های دکتر کلارک و استِینر روی بهبود فرمول یک سلاح بیوشیمیایی به نام نوا ۶ کار می‌کنند.
پس از فرار میسون از هوئه، داستان به کاولون، هنگ‌کنگ رفته و عملیات یافتن و بازجویی از دکتر کلارک توسط هادسون و ویور را نشان می‌دهد. دکتر کلارک یک شیمی‌دان بوده که زیر دست دراگویچ کار می‌کرده و مکان تجهیزات مخفی‌ای در کوهستان اورال را لو می‌دهد. در همین هنگام نیروهای دراگویچ به آن‌ها حمله می‌کنند. هادسون و ویور می‌توانند بگریزند، اما کلارک پیش از آنکه بتواند اعداد موردنیاز را اعلام کند کشته می‌شود.
با بازجویی‌های بیشتر، میسون داستان پشت پردهٔ دراگویچ را که رزنف برایش تعریف کرده، افشا می‌کند. او می‌گوید که لِو کراچنکو دست راست دراگویچ بود و متحدی آلمانی به نام فردریش استاینر نیز داشتند. وقایعی که رزنف تعریف کرده هم در خلال جنگ جهانی دوم رخ داده بود و دراگویچ سلاح شیمیایی جدید آلمان‌ها را کشف کرده بود که نوا۶ نام داشت و برای آنکه تأثیر آن روی انسان‌ها را ببینند، با بی‌رحمی روی سربازان خودشان آزمایش کرده بودند. در میان این سربازان مورد آزمایش که کشته شدند، دوست صمیمی رزنف، دیمیتری پترنکو نیز حضور داشت. اما رزنف و همراهانش با حملهٔ نیروهای انگلیسی که به دنبال همین سلاح نوا۶ آمده‌اند، می‌توانند بگریزند و با بمبگذاری کشتی سعی می‌کند که نوا۶ را برای همیشه از بین ببرد. در پایان رزنف از میسون می‌خواهد که به او قول بدهد کسانی که در مرگ پترنکو دست داشتند را به سزای عملشان برساند و دراگویچ، کرانچنکو و استاینر را به قتل برساند.
میسون مسیر داستان را به ۱۹۶۸ بازمی‌گرداند و توضیح می‌دهد که چگونه خود و دیگر افراد جوخه در اراضی ویت‌کنگ‌ها با نبرد راه خود را باز کردند، تا اثری از کرانچنکو به دست بیاورند. بعد از آن، میسون و همراهانش دستور می‌یابند به سمت هواپیمای روسی بروند که با شلیک کشتی آمریکایی در لائوس سقوط کرده و حاوی مقادیری نوا۶ بوده، بروند، اما در نهایت میسون، وودز و بومن به اسارات نیروهای دراگویچ درمی‌آیند.
بعد از آن زاویهٔ دید بار دیگر به هادسون بازمی‌گردد و نشان می‌دهد که آن‌ها به پایگاهی که کلارک ذکر کرده و در کوه یامانتاو در رشته‌کوه اورال قرار دارد، نفوذ کنند، چرا که احتمال می‌دهند که این پایگاه یکی از مراکز تولید نوا۶ باشد. وقتی آن‌ها وارد اتاق کنترل می‌شوند، متوجه می‌شوند نقشه‌ای می‌شوند که نقاطی را در آمریکا نشان می‌دهد که آمادهٔ حمله با نوا۶ است. سپس در قفل شده و صدای استاینر در اتاق پخش می‌شود. او می‌گوید که در ازای امنیتش می‌خواهد به آمریکا کمک کند، چرا که دراگویچ شروع به کشتن افرادی کرده که روی نوا۶ کار می‌کردند. او سپس می‌گوید که دراگویچ در سراسر آمریکا نیروهای خاموشی دارد که آمادهٔ پراکندن نوا۶ هستند. در واقع این نیروهای خاموش شست و شوی مغزی شده‌اند و بی‌اختیار با پخش اعدادی که در مغز آن‌ها قرار داده شده، دست به انتشار گاز خواهند زد. آن‌ها منتظر دستورند و این دستورها قرار است به وسیلهٔ یک دستگاه رادیویی اعلام شود و تا شروع عملیات تنها ۳۶ ساعت باقی است.
سپس میسون دوباره توضیح می‌دهد که هنگام اسارت در دستان ویتنامی‌ها چه اتفاقاتی سرشان آمده‌است. بومن در یک بازی رولت روسی، که توسط سربازان ویتنامی مجبور به انجامش شده، کشته می‌شود و سپس میسون و وودز می‌توانند با مبارزه سختی بگریزند. سپس آن‌ها یک بالگرد میل-۲۴ را می‌دزدند تا به پایگاه کرانچنکو برسند. در پایگاه میسون بار دیگر با رزنف رو به رو می‌شود و او میسون را به سمت اتاق کرانچنکو راهنمایی می‌کند. کرانچنکو بر میسون چیره می‌شود، اما پیش از آنکه بتواند او را بکشد، وودز از پشت با ضربهٔ چاقو او را زخمی می‌کند و کرانچنکو که کار خود را تمام شده می‌بیند، ضامن یکی از نارنجک‌هایی که به سینه‌اش بسته را می‌کشد و وودز برای نجات دیگران، با او از پنجره به بیرون اتاق می‌پرد. بعد از انفجار میسون فرض می‌کند که کرانچنکو و وودز مرده‌اند. سپس میسون و رزنف اسنادی را به دست می‌آورند که آن‌ها را برای پیدا کردن استاینر به جزیره ریبرث راهنمایی می‌کند.
در اینجا داستان میسون و هادسون با یکدیگر تلاقی پیدا می‌کنند، چرا که هر دو در مجتمع آرالسک-۷ (مرکز تحقیق و توسعه نوا۶) شوروی هستند و راه خود را برای یافتن دکتر استاینر باز می‌کنند. هادسون با یک گردان از مأموران سازمان سیا وارد این جزیره می‌شود، اما میسون به همراه رزنف به صورت پنهانی پیش می‌روند. میسون و رزنف کمی زودتر از هادسون و ویور به استاینر می‌رسند و میسون می‌ایستد و تماشا می‌کند که چگونه رزنف استاینر را به قتل می‌رساند.
با این حال، وقتی هادسون قصهٔ خود را تعریف می‌کند، نشان داده می‌شود که آن‌ها میسون را به تنهایی در اتاق می‌دیدند و او به استاینر شلیک کرده، آن هم درحالی‌که فریاد می‌زده که رزنف است و می‌خواهد انتقامش را بگیرد. گذشته‌نماها پایان می‌یابد، اما بازجویی ادامه پیدا می‌کند. مشخص می‌شود که هادسون و ویور در حال بازجویی او بوده‌اند. هادسون نزد میسون می‌رود و برایش توضیح می‌دهد که در ورکوتا او تحت چندین آزمایش روانی قرار گرفته که او را به یکی از مأموران خاموش تبدیل می‌کند تا مقاصد شوروی را در آمریکا عملی کند، از جمله ترور رئیس‌جمهور جان کندی. اما رزنف که از این آزمایش‌ها خبر دارد، سعی می‌کند مقاصد میسون را برای خود تنظیم کند و نقشه‌های انتقام خود را در ذهن او می‌کارد و میسون با از خودگذشتگی فراوان به دنبال کشتن استاینر، کرانچنکو و دراگویچ می‌رود. درواقع رزنف هیچگاه در ویتنام و لائوس همراه میسون نبوده و هنگام فرارشان از ورکوتا به دست نیروهای شوروی کشته می‌شود، اما ذهن میسون او را در همه حال برای خود ترسیم می‌کرد.
هادسون می‌گوید که نیروهای خاموش دراگویچ در سراسر ایالات متحده آمریکا پخش شده‌اند و با انتشار اعداد توسط رسانه‌ها، بلافاصله آن‌ها نوا۶ را در مراکز ایالات رها می‌کنند. در مقابل آمریکا آماده شده تا با حملهٔ هسته‌ای به شوروی پاسخ حملهٔ نوا۶ را بدهد. هادسون می‌گوید که آن‌ها به استاینر نیاز داشتند تا اعداد را کشف کنند و بتوانند جلوی حملهٔ نوا۶ را بگیرند، اما با مرگ او، الآن میسون تنها کسی است که دربارهٔ اعداد و مکان انتشار آن‌ها اطلاعات دارد. در اینجا تنظیمات دراگویچ روی ذهن میسون پس زده می‌شود. میسون به یاد می‌آورد که اعداد از یک کشتی به نام «روسالکا» نشأت گرفته که در سواحل کوبا لنگر انداخته‌است. سپس سازمان سیا به روسالکا حمله‌ور می‌شوند. سپس هادسون و میسون به سمت پایگاه زیرآبی‌ای می‌روند که از روسالکا محافظت می‌کند و همچنین هادسون با نیروی دریایی ایالات متحده آمریکا تماس می‌گیرد تا آن‌ها روسالکا را نابود کنند. سپس در طبقات پایینی پایگاه با دراگویچ رو به رو می‌شوند و میسون با فشار دادن گلوی او، او را می‌کشد و سپس به سطح آب نزد ویور بازمی‌گردند و او اعلام پیروزی می‌کند.
سپس صحنه‌هایی از ترور کندی نشان داده می‌شود که میسون شاهد آن است و با توجه به طعنه‌های دراگویچ پیش از مرگ، می‌توان فرض کرد که میسون در این ماجرا دستی داشته باشد. سپس معلوم می‌شود که وودز در نبرد تن به تن با کرانچنکو کشته نشده و در هانویی هیلتون زندانی است.

## رکوردها
این بازی دارای رکوردهای منحصر به فرد خود است. عملیات سیاه در ۵ روز اولیه خود توانست ۶۵۰ میلیون دلار فروش کند که رکورد را که در اختیار سری قبلی این بازی‌ها یعنی ندای وظیفه: جنگاوری نوین ۲ با فروش ۵۵۰ میلیون دلار را بشکند و به عنوان بزرگ‌ترین و پول سازترین سرگرمی شناخته شود؛ و همچنین در آخر هفته اول این بازی یک میلیارد دلار فروش کرده‌است.
در ادامه نیز توانست بیشترین تعداد دانلود غیرمجاز برای کامپیوتر را از آن خود کرده که این تعداد معادل با ۴ میلیون دانلود در طول یک ماه در سراسر جهان است. این آمار توسط سایت Torrent freak منتشر شده‌است. همچنین این بازی توانست به عنوان بزرگ‌ترین سرگرمی در سرتاسر جهان شناخته شود.

## زامبی
بخش محبوب به نام زامبی در این نسخه مشاهده می‌شود. سه نقشهٔ پنج واقع در پنتاگون، سینمای مرده (به آلمانی Kino Der toten)، نقشهٔ ۲ بعدی بلک اپس آرکید، نقشهٔ سوم یک نقشهٔ مخفی است که باید از طریق کامپیوتر حاضر در منو باز شود. با تایپ کردن عبارت "3arc unlock". (برای استفاده از کامپیوتر باید از صندلی واقع در منوی اصلی بلند شد. این کار در کنسول پلی استیشن با فشردن مداوم L2 و R2 و در کنسول اکس‌باکس با فشردن مداوم LT و RT امکان‌پذیر است و در کامپیوتر با چندین بار فشردنspace ).
لازم است ذکر شود که این نسخه از سری بازی‌های call of duty دومین نسخه ای است که بخش زامبی به آن اضافه شده‌است.

## شخصیت‌ها
در این بازی ما شاهد حضور شخصیت‌هایی هستیم که در جهان واقعی هم وجود داشتند از جمله جان اف. کندی، فیدل کاسترو، و رابرت مک‌نامارا، و ریچارد نیکسون که این خود به جذابیت بازی می‌افزاید.
همچنین در یکی از مراحل این بازی که در سال ۱۹۴۵ اتفاق می‌افتد شاهد حضور ویکتور رزنوف و دیمیتری پترنکو دو نفر از شخصیت‌های اصلی بازی ندای وظیفه: جهان در جنگ هستیم. در بخش زامبی این بازی و در مرحله Kino der toten، یکی از چهار شخصیت این مرحله Pvt. Polonsky است که در بازی ندای وظیفه: جهان در جنگ و در جبهه شرقی این بازی حضور داشت.

## بازتاب‌ها
| گردآورنده | امتیاز                                                     |
| --------- | ---------------------------------------------------------- |
| متاکریتیک | DS: 74/100 PC: 81/100 PS3: 88/100 WII: 80/100 X360: 87/100 |

| ناشر                   | امتیاز             |
| ---------------------- | ------------------ |
| وان‌آپ.کام              | A-                 |
| دستراکتید              | 6/10               |
| اج                     | 7/10               |
| یوروگیمر               | 8/10               |
| فامیتسو                | 39/40              |
| گیم اینفورمر           | 9/10               |
| گیم‌پرو                 | [ ۱۸ ]             |
| گیم‌اسپات               | 9/10               |
| گیم‌اسپای               | [ ۲۰ ]             |
| گیمز ریدار+            | 9/10               |
| گیم‌تریلرز              | 9.3/10             |
| جاینت بامب             | [ ۲۳ ]             |
| آی‌جی‌ان                 | 8.5/10 WII: 7.5/10 |
| اواکس‌ام (بریتانیا)     | 9/10               |
| اواکس‌ام (ایالات متحده) | 9.5/10             |
| پی‌سی گیمر (بریتانیا)   | 64/100             |
| گاردین                 | [ ۳۱ ]             |
| VideoGamer.com         | 6/10               |
| ایکس پلی               | [ ۳۳ ]             |
| The Escapist           | [ ۳۴ ]             |
| The Daily Telegraph    | 10/10              |